# Tessa Munt
Tessa Jane Munt (Surrey, 16 d'octubre de 1959) és una política britànica liberal demòcrata. Va ser membre del Parlament per Wells a Somerset des del 2010-15 i abans havia estat secretària privada parlamentària (PPS) amb Vince Cable, a la secretaria d'Estat per a empreses, innovació i habilitats.

## Biografia
El seu avi patern va ser polític a Kenya durant els anys cinquanta, mentre que el seu oncle va ser membre del sínode de l'Església d'Anglaterra￼￼. La seva mare es va criar a l'església d'Escòcia, tot i que la seva família tenia principalment arrels jueves.
Era la més gran de quatre fills. Nascuda a Surrey, va ser educada en una escola de l'església catòlica romana fins als onze anys, i després a Reigate County School for Girls i Sutton High School, abans d'acabar la seva formació en una universitat independent. Munt ha dit a la BBC que de petita va ser víctima d'abusos sexuals.

## Inici carrera
Munt inicialment va treballar a la divisió internacional del Midland Banc, abans de deixar-ho un any després per anar a un bufet local d'advocats. Després de tres anys, va començar en un hotel, i dos anys més tard es va traslladar a East Anglia treballant en vendes i màrqueting de l'empresa, abans de moure's a personal i més tard a formació de clients.
Després treballa a l'administració del South Essex College, al campus de Southend-on-Sea, abans de posar-se a fer classes. A continuació treballa en serveis socials, amb adults amb dificultats per aprendre. També fa de voluntària a Childline i a l'Agència d'Investigació Mediambiental. Es va casar el 1992, i ha tingut dos fills.
Va treballar un temps com ajudant personal de l'antic jugador internacional de cricket Phil Edmonds. Després en un bufet d'advocats, abans d'unir-se com a soci a l'equip de Forsters advocats. També va estar cinc anys com a membre del Regional Advisory Panel pel National Lottery Charities Board.

## Carrera política
Munt va entrar al Partit Laborista a principis dels anys 1990, però ho va deixar després de la seva victòria el 1997 a causa de la centralització de la política de partit. Llavors fa campanya a finals dels 90 a Suffolk per conservar una escola victoriana, on va conèixer Andrew Phillips, Baró Phillips de Sudbury, i el 1999 després d'assistir a una conferència de partit i conèixer Norman Lamb, Munt es va unir als Demòcrates Liberals.
Munt va ser la candidata del partit per South Suffolk a les eleccions generals del 2001 on va acabar al tercer lloc amb un 24,9% dels vots.
Tessa es va presentar com a diputada per Ipswich a les eleccions parcials per substituir James Caan, mort, i va quedar tercera amb el 22,4 % dels vots.
Ja que el seu pare vivia a Wells, Somerset, unes quantes setmanes després de la seva derrota, el comitè de partit local li va oferir l'opció de sortir per la circumscripció de ￼￼Wells.￼ Va ser a les Eleccions al Parlament del Regne Unit de 2005, acabant en el segon lloc amb un 37,8% dels vots.

### Westminster: 2010–2015
Munt va ser elegida com a parlamentària per Wells a les Eleccions al Parlament del Regne Unit de 2010 amb 800 vots per sobre de David Heathcoat-Amory, que va admetre que la seva implicació en el escàndol de despeses Parlamentàries va jugar una part en la seva derrota.
Munt va ser Whip en la Cambra dels Comuns des de 2010 fins al març de 2012, tot i que va amenaçar de dimitir si el sistema de míssils nuclears es renovava. Més tard va ser contractada com a Secretària Privada d'un parlamentari (PPS), el Secretari Empresarial Vince Cable.
El 27 de gener de 2015, Munt dimiteix com a PPS de Cable després que ella votės una esmena a la Cambra dels Comuns – el govern no hi donava suport – demanant una moratòria del fracking en el Regne Unit.

### Ajuntament: 2017–present
El 5 de maig de 2017, en les eleccions municipals al Regne Unit, va ser elegida com a regidora a Somerset, derrotant el líder del comtat de Somerset, John Osman, per 95 vots.

## Vida personal
Munt viu amb els seus dos fills del matrimoni amb Martin Munt, de qui està separada, en el poble de Wedmore a Somerset Levels. És vegetariana, i directora de la Hugh Sexey Middle School a Blackford, i també membre de la Campanya per al desarmament nuclear.